# Gymnostomum simplicissimum
Gymnostomum simplicissimum là một loài Rêu trong họ Pottiaceae. Loài này được (P. Beauv.) Brid. mô tả khoa học đầu tiên năm 1826.